# 이집트 문학

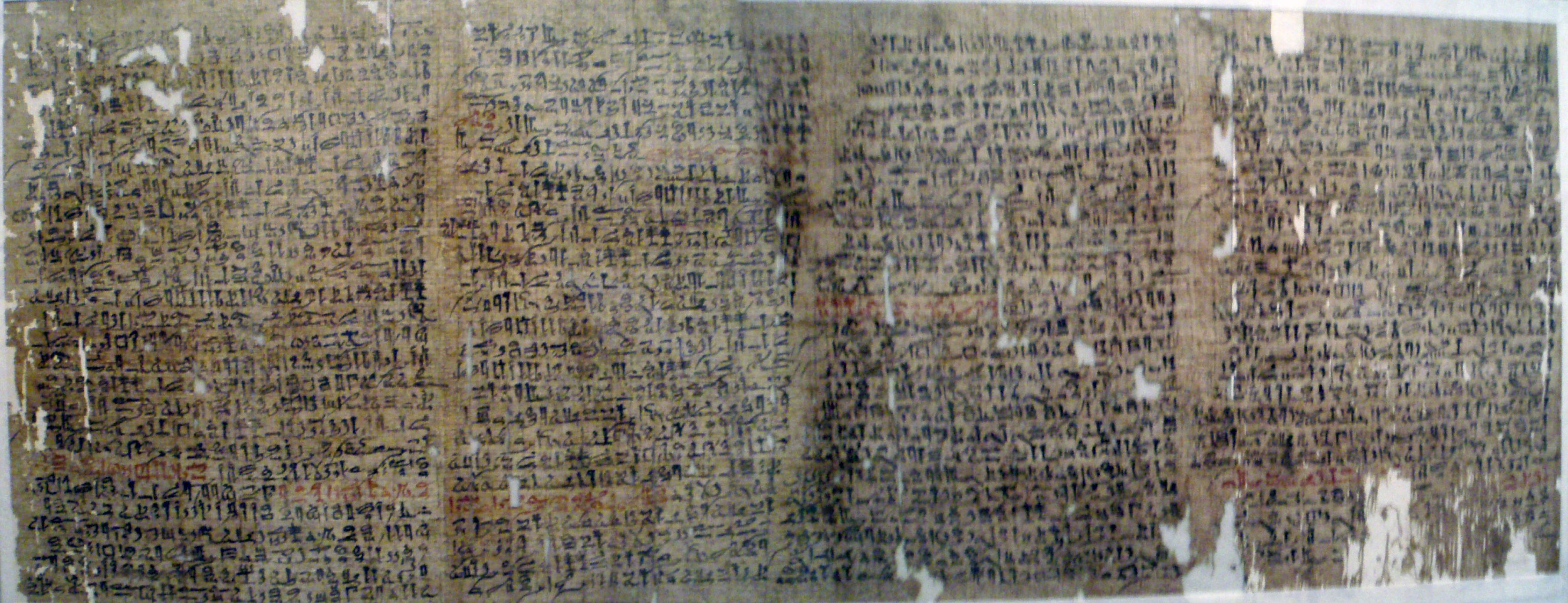
웨스트카 파피루스의 사본.

이집트 문학은 고대 이집트의 시작으로 거슬러 올라가며 최초의 문학의 일부에 속한다. 실제로 이집트 문화는 오늘날 알려진 문학, 즉 책을 개발한 최초의 문화이다.

## 기독교
알렉산드리아는 대략 기원후 1~4세기 중에 초기 기독교의 주요 중심지가 되었다. 콥트 작품들은 이 시기의 기독교 문학에 중대한 기여를 하였으며 나그함마디 문서는 소실될 수 있던 수많은 책들을 보존하는데 도움을 주었다.

## 같이 보기
- 지혜문학